# Rally de Ourense de 1991
El Rally de Ourense de 1991, oficialmente 24.º Rally de Ourense, fue la vigesimocuarta edición y la sexta de la temporada 1991 del Campeonato de España de Rally. Se celebró los días 15 de junio y 16 de junio, y contó con un itinerario de 198 km cronometrados.

## Clasificación final
| Pos. | Piloto            | Copiloto            | Automóvil                   | Tiempo  | Diferencia |
| ---- | ----------------- | ------------------- | --------------------------- | ------- | ---------- |
| 1.   | Gustavo Trelles   | Ricardo Ivetich     | Lancia Delta Integrale 16V  | 2:15:47 | 0.0        |
| 2.   | Luis Monzón       | Tomás Morales       | Ford Sierra RS Cosworth 4x4 | 2:16:35 | +48        |
| 3.   | Borja Moratal     | Arturo Fernández    | Opel Kadett GSI 16V         | 2:22:32 | +6:45      |
| 4.   | Daniel Alonso     | Salvador Belzunces  | Ford Sierra RS Cosworth     | 2:23:45 | +7:58      |
| 5.   | Luis Climent      | José Antonio Muñoz  | Opel Corsa A GSi            | 2:24:13 | +8:26      |
| 6.   | Germán Castrillón | Estrella Castrillón | Ford Sierra RS Cosworth     | 2:27:41 | +11:54     |
| 7.   | Inigo Lilly       | Mario Saguillo      | Opel Corsa A GSi            | 2:25:11 | +9:24      |
| 8.   | "Capi Saiz"       | "Vivi"              | Peugeot 205 Rallye          | 2:28:31 | +12:44     |
| 9.   | Sergio Vallejo    | Juan Carlos Dorado  | Peugeot 205 GTI 1.9         | 2:29:32 | +13:45     |
| 10.  | Francisco Cima    | Jacinto Martínez    | Renault Clio 16V            | 2:31:38 | +15:51     |